# Saison 2016-2017 des Celtics de Boston
La saison 2016-2017 des Celtics de Boston est la 71e saison de la franchise en National Basketball Association (NBA).

## Historique

### Constitution de l'équipe
En reconstruction depuis la saison 2013-2014, l'effectif des Celtics de Boston sort de sa première année en séries éliminatoires depuis le transfert de Paul Pierce et Kevin Garnett cette saison-là. Éliminés au premier tour des playoffs de la saison 2015-2016 par les Hawks d'Atlanta, les Celtics poursuivent leur progression. Ils possèdent le troisième choix de la draft 2016 grâce à l'échange avec les Nets de Brooklyn et la capacité de recruter après la sortie du contrat de 15 millions de dollars de David Lee de la masse salariale.

#### Draft
Les Celtics de Boston entrent dans la draft 2016 de la NBA en possession du plus grand nombre de choix de sélection depuis la réduction de la draft à seulement deux tours avec huit choix. Le 23e choix de sélection est celui qui revient à Boston par rapport au bilan de l'équipe la saison précédente. S'ajoutent le troisième choix de sélection, appartenant aux Nets de Brooklyn, à la suite de l'important transfert de Paul Pierce et Kevin Garnett ; et le 16e choix de sélection, appartenant aux Mavericks de Dallas, à la suite du transfert de Rajon Rondo dans sa dernière année de contrat. 
Avec le troisième choix, les Celtics de Boston sélectionnent Jaylen Brown des Golden Bears de la Californie.
| Tour | Choix | Joueur             | Poste   | Nationalité | Provenance                      |
| ---- | ----- | ------------------ | ------- | ----------- | ------------------------------- |
| 1    | 3     | Jaylen Brown       | SF      | États-Unis  | Golden Bears de la Californie   |
| 1    | 16    | Guerschon Yabusele | PF      | France      | Rouen Métropole Basket (France) |
| 1    | 23    | Ante Žižić         | C       | Croatie     | Cibona Zagreb (Croatie)         |
| 2    | 31    | Deyonta Davis      | PF      | États-Unis  | Spartans de Michigan State      |
| 2    | 35    | Rade Zagorac       | SG / SF | Serbie      | KK Mega Leks (Serbie)           |
| 2    | 45    | Demetrius Jackson  | PG      | États-Unis  | Fighting Irish de Notre Dame    |
| 2    | 51    | Ben Bentil         | PF      | Ghana       | Friars de Providence            |
| 2    | 58    | Abdel Nader        | SF      | Égypte      | Cyclones d'Iowa State           |

#### Marché des agents libres
Au début du marché des agents libres, les Celtics de Boston et Danny Ainge ont la possibilité d'offrir un contrat au plus haut salaire autorisé par la National Basketball Association. Ambitieux, les Celtics sont en contact avec les meilleurs joueurs disponibles, à commencer par Kevin Durant, dont le départ du Thunder d'Oklahoma City devient de plus en plus probable. Durant accepte de rencontre Boston et d'écouter leurs arguments. Tom Brady est présent à la réunion ainsi que plusieurs joueurs actuels de l'effectif des Celtics. Quelques jours plus tard, Durant annonce qu'il rejoint les Warriors de Golden State lors d'une lettre publiée sur The Player's Tribune.
À la suite de la décision de KD, les Celtics officialisent le recrutement d'Al Horford et la signature d'un contrat de 4 saisons pour un montant de 113 millions de dollars. L'ajout d'Horford est un recrutement majeur des Celtics, et l'un des meilleurs recrutements sur le marché des agents libres de leur histoire. Le 8 juillet, le joueur est présenté à la presse avec un numéro 42 aux côtés de Danny Ainge et Brad Stevens.

## Summer League
| Summer League Total: 4-4 |

| Match | Date match | Équipe       | Score    | Meilleur marqueur | Meilleur marqueur      | Meilleur passeur | Lieux Spectateurs             | Série |
| ----- | ---------- | ------------ | -------- | ----------------- | ---------------------- | ---------------- | ----------------------------- | ----- |
| 1     | 4 juillet  | Philadelphie | V 102-94 | Terry Rozier (18) | 5 joueurs (6)          | Terry Rozier (5) | Vivint Smart Home Arena 7 124 | 1 - 0 |
| 2     | 5 juillet  | Utah         | V 89-82  | James Young (17)  | Guerschon Yabusele (8) | Terry Rozier (4) | Vivint Smart Home Arena 7 309 | 2 - 0 |
| 3     | 7 juillet  | San Antonio  | V 87-86  | Terry Rozier (23) | Rozier, Yabusele (7)   | Terry Rozier (6) | Vivint Smart Home Arena 6 267 | 3 - 0 |

| Match | Date match | Équipe    | Score   | Meilleur marqueur  | Meilleur rebondeur   | Meilleur passeur     | Lieux                | Série |
| ----- | ---------- | --------- | ------- | ------------------ | -------------------- | -------------------- | -------------------- | ----- |
| 1     | 9 juillet  | Chicago   | D 62-71 | Terry Rozier (13)  | Mickey, Yabusele (7) | Terry Rozier (2)     | Cox Pavilion         | 0 - 1 |
| 2     | 10 juillet | Phoenix   | D 87-74 | Jordan Mickey (18) | Mickey, Nader (6)    | Brown, Walden (3)    | Thomas & Mack Center | 0 - 2 |
| 3     | 12 juillet | Dallas    | V 88-82 | Terry Rozier (26)  | Jaylen Brown (10)    | R. J. Hunter (4)     | Cox Pavilion         | 1 - 2 |
| 4     | 13 juillet | Cleveland | D 94-98 | Jaylen Brown (25)  | Jaylen Brown (9)     | Rozier, Yabusele (2) | Cox Pavilion         | 1 - 3 |
| 5     | 15 juillet | Portland  | D 75-80 | Jaylen Brown (21)  | Jordan Mickey (13)   | Jackson, Walden (3)  | Cox Pavilion         | 1 - 4 |

## Pré-saison
| Pré-saison Total: 5-2 (Domicile : 2-2 ; Extérieur : 3-0) |

| Match | Date match | Équipe       | Score     | Meilleur marqueur   | Meilleur rebondeur | Meilleur passeur      | Lieux Spectateurs     | Série |
| ----- | ---------- | ------------ | --------- | ------------------- | ------------------ | --------------------- | --------------------- | ----- |
| 1     | 4 octobre  | Philadelphie | D 89-92   | Terry Rozier (12)   | Al Horford (8)     | Avery Bradley (6)     | Mullins Center        | 0 - 1 |
| 2     | 6 octobre  | @ Charlotte  | V 107-92  | Isaiah Thomas (15)  | Al Horford (8)     | Bradley, Thomas (5)   | Greensboro Coliseum   | 1 - 1 |
| 3     | 8 octobre  | Charlotte    | V 104-86  | Jordan Mickey (16)  | Jordan Mickey (6)  | Smart, Hunter (5)     | Mohegan Sun Arena     | 2 - 1 |
| 4     | 13 octobre | @ Brooklyn   | V 100-97  | Horford, Smart (13) | Trois joueurs (6)  | Terry Rozier (7)      | Madison Square Garden | 3 - 1 |
| 5     | 15 octobre | @ New York   | V 119-107 | Avery Bradley (15)  | Amir Johnson (6)   | Demetrius Jackson (6) | Madison Square Garden | 4 - 1 |
| 6     | 17 octobre | Brooklyn     | V 120-99  | Isaiah Thomas (19)  | Jonas Jerebko (7)  | Green, Smart (4)      | TD Garden             | 5 - 1 |
| 7     | 19 octobre | New York     | D 96-121  | Jaylen Brown (17)   | Mickey, Young (7)  | Demetrius Jackson (4) | TD Garden             | 5 - 2 |

## Saison régulière
| Saison régulière Total: 53-29 (Domicile : 31-11 ; Extérieur : 22-18) |

| Match | Date match | Équipe      | Score     | Meilleur marqueur  | Meilleur rebondeur | Meilleur passeur     | Lieux Spectateurs       | Série |
| ----- | ---------- | ----------- | --------- | ------------------ | ------------------ | -------------------- | ----------------------- | ----- |
| 1     | 26 octobre | Brooklyn    | V 122-117 | Isaiah Thomas (25) | Avery Bradley (9)  | Isaiah Thomas (9)    | TD Garden               | 1 - 0 |
| 2     | 27 octobre | @ Chicago   | D 99-105  | Isaiah Thomas (25) | Al Horford (7)     | Horford, Bradley (5) | United Center           | 1 - 1 |
| 3     | 29 octobre | @ Charlotte | V 104-98  | Avery Bradley (31) | Avery Bradley (11) | Isaiah Thomas (7)    | Time Warner Cable Arena | 2 - 1 |

| Match | Date match  | Équipe                | Score     | Meilleur marqueur    | Meilleur rebondeur   | Meilleur passeur    | Lieux Spectateurs       | Série  |
| ----- | ----------- | --------------------- | --------- | -------------------- | -------------------- | ------------------- | ----------------------- | ------ |
| 4     | 2 novembre  | Chicago               | V 107-100 | Johnson, Thomas (23) | Cinq joueurs (5)     | Isaiah Thomas (10)  | TD Garden               | 3 - 1  |
| 5     | 3 novembre  | @ Cleveland           | D 122-128 | Isaiah Thomas (30)   | Zeller, Bradley (10) | Zeller, Thomas (6)  | Quicken Loans Arena     | 3 - 2  |
| 6     | 6 novembre  | Denver                | D 107-123 | Isaiah Thomas (30)   | Avery Bradley (11)   | Avery Bradley (6)   | TD Garden               | 3 - 3  |
| 7     | 9 novembre  | @ Washington          | D 93-118  | Isaiah Thomas (23)   | Thomas, Olynyk (6)   | Isaiah Thomas (10)  | Verizon Center          | 3 - 4  |
| 8     | 11 novembre | New York              | V 115-87  | Isaiah Thomas (29)   | Avery Bradley (10)   | Marcus Smart (10)   | TD Garden               | 4 - 4  |
| 9     | 12 novembre | @ Indiana             | V 105-99  | Isaiah Thomas (23)   | Amir Johnson (9)     | Bradley, Thomas (5) | Bankers Life Fieldhouse | 5 - 4  |
| 10    | 14 novembre | @ La Nouvelle-Orléans | D 105-106 | Isaiah Thomas (37)   | Avery Bradley (10)   | Isaiah Thomas (7)   | Smoothie King Center    | 5 - 5  |
| 11    | 16 novembre | Dallas                | V 90-83   | Isaiah Thomas (30)   | Avery Bradley (13)   | Isaiah Thomas (6)   | TD Garden               | 6 - 5  |
| 12    | 18 novembre | Golden State          | D 88-104  | Isaiah Thomas (18)   | Avery Bradley (10)   | Terry Rozier (5)    | TD Garden               | 6 - 6  |
| 13    | 19 novembre | @ Détroit             | V 94-92   | Isaiah Thomas (24)   | Al Horford (11)      | Isaiah Thomas (8)   | Palace of Auburn Hills  | 7 - 6  |
| 14    | 21 novembre | @ Minnesota           | V 99-93   | Isaiah Thomas (29)   | Horford, Smart (6)   | Horford, Smart (5)  | Target Center           | 8 - 6  |
| 15    | 23 novembre | @ Brooklyn            | V 111-92  | Isaiah Thomas (23)   | Amir Johnson (9)     | Horford, Smart (8)  | Barclays Center         | 9 - 6  |
| 16    | 25 novembre | San Antonio           | D 103-109 | Isaiah Thomas (24)   | Al Horford (10)      | Marcus Smart (10)   | TD Garden               | 9 - 7  |
| 17    | 28 novembre | @ Miami               | V 112-104 | Isaiah Thomas (25)   | Tyler Zeller (7)     | Isaiah Thomas (8)   | American Airlines Arena | 10 - 7 |
| 18    | 30 novembre | Détroit               | D 114-121 | Isaiah Thomas (27)   | Avery Bradley (6)    | Terry Rozier (6)    | TD Garden               | 10 - 8 |

| Match | Date match  | Équipe          | Score          | Meilleur marqueur     | Meilleur rebondeur   | Meilleur passeur   | Lieux Spectateurs       | Série   |
| ----- | ----------- | --------------- | -------------- | --------------------- | -------------------- | ------------------ | ----------------------- | ------- |
| 19    | 2 décembre  | Sacramento      | V 97-92        | Al Horford (26)       | Bradley, Jerebko (9) | Isaiah Thomas (7)  | TD Garden               | 11 - 8  |
| 20    | 3 décembre  | @ Philadelphie  | V 107-106      | Isaiah Thomas (37)    | Avery Bradley (9)    | Isaiah Thomas (7)  | Wells Fargo Center      | 12 - 8  |
| 21    | 5 décembre  | @ Houston       | D 106-107      | Al Horford (21)       | Avery Bradley (10)   | Al Horford (9)     | Toyota Center           | 12 - 9  |
| 22    | 7 décembre  | @ Orlando       | V 117-87       | Avery Bradley (23)    | Jae Crowder (10)     | Al Horford (8)     | Amway Center            | 13 - 9  |
| 23    | 9 décembre  | Toronto         | D 94-101       | Horford, Bradley (19) | Kelly Olynyk (9)     | Al Horford (6)     | TD Garden               | 13 - 10 |
| 24    | 11 décembre | @ Oklahoma City | D 96-99        | Al Horford (19)       | Johnson, Olynyk (8)  | Marcus Smart (9)   | Chesapeake Energy Arena | 13 - 11 |
| 25    | 14 décembre | @ San Antonio   | D 101-108      | Avery Bradley (25)    | Avery Bradley (10)   | Bradley, Smart (6) | AT&T Center             | 13 - 12 |
| 26    | 16 décembre | Charlotte       | V 96-88        | Isaiah Thomas (26)    | Al Horford (8)       | Thomas, Smart (5)  | TD Garden               | 14 - 12 |
| 27    | 18 décembre | @ Miami         | V 105-95       | Isaiah Thomas (23)    | Al Horford (7)       | Al Horford (8)     | American Airlines Arena | 15 - 12 |
| 28    | 20 décembre | @ Memphis       | V 112-109 (OT) | Isaiah Thomas (44)    | Al Horford (14)      | Isaiah Thomas (6)  | FedExForum              | 16 - 12 |
| 29    | 22 décembre | @ Indiana       | V 109-102      | Isaiah Thomas (28)    | Al Horford (11)      | Isaiah Thomas (9)  | Bankers Life Fieldhouse | 17 - 12 |
| 30    | 23 décembre | Oklahoma City   | D 112-117      | Isaiah Thomas (34)    | Quatre joueurs (6)   | Isaiah Thomas (10) | TD Garden               | 17 - 13 |
| 31    | 25 décembre | @ New York      | V 119-114      | Isaiah Thomas (27)    | Al Horford (7)       | Marcus Smart (7)   | Madison Square Garden   | 18 - 13 |
| 32    | 27 décembre | Memphis         | V 113-103      | Avery Bradley (23)    | Amir Johnson (10)    | Isaiah Thomas (7)  | TD Garden               | 19 - 13 |
| 33    | 29 décembre | @ Cleveland     | D 118-124      | Isaiah Thomas (31)    | Jonas Jerebko (7)    | Isaiah Thomas (9)  | Quicken Loans Arena     | 19 - 14 |
| 34    | 30 décembre | Miami           | V 117-114      | Isaiah Thomas (52)    | Al Horford (6)       | Jae Crowder (6)    | TD Garden               | 20 - 14 |

| Match | Date match | Équipe              | Score          | Meilleur marqueur  | Meilleur rebondeur | Meilleur passeur    | Lieux Spectateurs         | Série   |
| ----- | ---------- | ------------------- | -------------- | ------------------ | ------------------ | ------------------- | ------------------------- | ------- |
| 35    | 3 janvier  | Utah                | V 115-104      | Isaiah Thomas (29) | Kelly Olynyk (7)   | Isaiah Thomas (15)  | TD Garden                 | 21 - 14 |
| 36    | 6 janvier  | Philadelphie        | V 110-106      | Avery Bradley (26) | Al Horford (12)    | Marcus Smart (8)    | TD Garden                 | 22 - 14 |
| 37    | 7 janvier  | La Nouvelle-Orléans | V 117-108      | Isaiah Thomas (38) | Al Horford (7)     | Al Horford (8)      | TD Garden                 | 23 - 14 |
| 38    | 10 janvier | @ Toronto           | D 106-114      | Isaiah Thomas (27) | Al Horford (9)     | Isaiah Thomas (7)   | Air Canada Centre         | 23 - 15 |
| 39    | 11 janvier | Washington          | V 117-108      | Isaiah Thomas (38) | Al Horford (9)     | Isaiah Thomas (5)   | TD Garden                 | 24 - 15 |
| 40    | 13 janvier | @ Atlanta           | V 103-101      | Isaiah Thomas (28) | Jae Crowder (9)    | Isaiah Thomas (9)   | Philips Arena             | 25 - 15 |
| 41    | 16 janvier | Charlotte           | V 108-98       | Isaiah Thomas (35) | Kelly Olynyk (9)   | Quatre joueurs (4)  | TD Garden                 | 26 - 15 |
| 42    | 18 janvier | New York            | D 106-117      | Isaiah Thomas (39) | Johnson, Horford   | Al Horford (10)     | TD Garden                 | 26 - 16 |
| 43    | 21 janvier | Portland            | D 123-127 (OT) | Isaiah Thomas (41) | Al Horford (9)     | Smart, Thomas (6)   | TD Garden                 | 26 - 17 |
| 44    | 24 janvier | @ Washington        | D 108-123      | Isaiah Thomas (25) | Jae Crowder (6)    | Isaiah Thomas (13)  | Verizon Center            | 26 - 18 |
| 45    | 25 janvier | Houston             | V 120-109      | Isaiah Thomas (38) | Jae Crowder (10)   | Thomas, Horford (9) | TD Garden                 | 27 - 18 |
| 46    | 27 janvier | Orlando             | V 128-98       | Isaiah Thomas (21) | Jerebko, Brown (8) | Marcus Smart (11)   | TD Garden                 | 28 - 18 |
| 47    | 28 janvier | @ Milwaukee         | V 112-108 (OT) | Isaiah Thomas (37) | Jaylen Brown (8)   | Isaiah Thomas (8)   | BMO Harris Bradley Center | 29 - 18 |
| 48    | 30 janvier | Détroit             | V 113-109      | Isaiah Thomas (41) | Jonas Jerebko (10) | Thomas, Smart (8)   | TD Garden                 | 30 - 18 |

| Match               | Date match  | Équipe         | Score     | Meilleur marqueur  | Meilleur rebondeur  | Meilleur passeur     | Lieux Spectateurs        | Série   |
| ------------------- | ----------- | -------------- | --------- | ------------------ | ------------------- | -------------------- | ------------------------ | ------- |
| 49                  | 1er février | Toronto        | V 109-104 | Isaiah Thomas (44) | Jae Crowder (8)     | Isaiah Thomas (7)    | TD Garden                | 31 - 18 |
| 50                  | 3 février   | L. A. Lakers   | V 113-107 | Isaiah Thomas (38) | Kelly Olynyk (9)    | Al Horford (8)       | TD Garden                | 32 - 18 |
| 51                  | 6 février   | L. A. Clippers | V 107-102 | Isaiah Thomas (28) | Al Horford (15)     | Isaiah Thomas (8)    | TD Garden                | 33 - 18 |
| 52                  | 8 février   | @ Sacramento   | D 92-108  | Isaiah Thomas (26) | Kelly Olynyk (8)    | Isaiah Thomas (7)    | Golden 1 Center          | 33 - 19 |
| 53                  | 9 février   | @ Portland     | V 120-111 | Isaiah Thomas (34) | Brown, Olynyk (7)   | Smart, Rozier (5)    | Moda Center              | 34 - 19 |
| 54                  | 11 février  | @ Utah         | V 112-104 | Isaiah Thomas (29) | Al Horford (9)      | Smart, Thomas (5)    | Vivint Smart Home Arena  | 35 - 19 |
| 55                  | 13 février  | @ Dallas       | V 111-98  | Isaiah Thomas (29) | Johnson, Olynyk (7) | Isaiah Thomas (8)    | American Airlines Center | 36 - 19 |
| 56                  | 15 février  | Philadelphie   | V 116-108 | Isaiah Thomas (33) | Kelly Olynyk (7)    | Marcus Smart (5)     | TD Garden                | 37 - 19 |
| 57                  | 16 février  | @ Chicago      | D 103-104 | Isaiah Thomas (29) | Kelly Olynyk (7)    | Isaiah Thomas (7)    | United Center            | 37 - 20 |
| All-Star Break 2017 |             |                |           |                    |                     |                      |                          |         |
| 58                  | 24 février  | @ Toronto      | D 97-107  | Isaiah Thomas (20) | Amir Johnson (6)    | Isaiah Thomas (5)    | Air Canada Centre        | 37 - 21 |
| 59                  | 26 février  | @ Détroit      | V 104-98  | Isaiah Thomas (33) | Jae Crowder (11)    | Crowder, Horford (5) | Palace of Auburn Hills   | 38 - 21 |
| 60                  | 27 février  | Atlanta        | D 98-114  | Isaiah Thomas (19) | Isaiah Thomas (7)   | Isaiah Thomas (7)    | TD Garden                | 38 - 22 |

| Match | Date match | Équipe           | Score     | Meilleur marqueur  | Meilleur rebondeur    | Meilleur passeur   | Lieux Spectateurs          | Série   |
| ----- | ---------- | ---------------- | --------- | ------------------ | --------------------- | ------------------ | -------------------------- | ------- |
| 61    | 1er mars   | Cleveland        | V 103-99  | Isaiah Thomas (31) | Crowder, Horford (10) | Al Horford (10)    | TD Garden                  | 39 - 22 |
| 62    | 3 mars     | @ L. A. Lakers   | V 115-95  | Isaiah Thomas (18) | Jaylen Brown (8)      | Isaiah Thomas (8)  | Staples Center             | 40 - 22 |
| 63    | 5 mars     | @ Phoenix        | D 106-109 | Isaiah Thomas (35) | Jae Crowder (10)      | Isaiah Thomas (5)  | Talking Stick Resort Arena | 40 - 23 |
| 64    | 6 mars     | @ L. A. Clippers | D 102-116 | Isaiah Thomas (32) | Jae Crowder (8)       | Isaiah Thomas (5)  | Staples Center             | 40 - 24 |
| 65    | 8 mars     | @ Golden State   | V 99-86   | Isaiah Thomas (25) | Jae Crowder (10)      | Al Horford (6)     | Oracle Arena               | 41 - 24 |
| 66    | 10 mars    | @ Denver         | D 99-119  | Isaiah Thomas (21) | Marcus Smart (7)      | Isaiah Thomas (5)  | Pepsi Center               | 41 - 25 |
| 67    | 12 mars    | Chicago          | V 100-80  | Isaiah Thomas (22) | Jae Crowder (10)      | Al Horford (6)     | TD Garden                  | 42 - 25 |
| 68    | 15 mars    | Minnesota        | V 117-104 | Isaiah Thomas (27) | Al Horford (9)        | Al Horford (8)     | TD Garden                  | 43 - 25 |
| 69    | 17 mars    | @ Brooklyn       | V 98-95   | Jae Crowder (24)   | Jae Crowder (12)      | Marcus Smart (5)   | Barclays Center            | 44 - 25 |
| 70    | 19 mars    | @ Philadelphie   | D 99-105  | Al Horford (27)    | Terry Rozier (10)     | Marcus Smart (8)   | Wells Fargo Center         | 44 - 26 |
| 71    | 20 mars    | Washington       | V 110-102 | Isaiah Thomas (25) | Kelly Olynyk (11)     | Al Horford (5)     | TD Garden                  | 45 - 26 |
| 72    | 22 mars    | Indiana          | V 109-100 | Isaiah Thomas (25) | 3 joueurs (8)         | Al Horford (8)     | TD Garden                  | 46 - 26 |
| 73    | 24 mars    | Phoenix          | V 130-120 | Isaiah Thomas (34) | Crowder, Horford (10) | Isaiah Thomas (10) | TD Garden                  | 47 - 26 |
| 74    | 26 mars    | Miami            | V 112-108 | Isaiah Thomas (30) | Al Horford (10)       | Marcus Smart (9)   | TD Garden                  | 48 - 26 |
| 75    | 29 mars    | Milwaukee        | D 100-103 | Isaiah Thomas (32) | Marcus Smart (11)     | Al Horford (6)     | TD Garden                  | 48 - 27 |
| 76    | 31 mars    | Orlando          | V 117-116 | Isaiah Thomas (35) | Al Horford (9)        | Isaiah Thomas (7)  | TD Garden                  | 49 - 27 |

| Match | Date match | Équipe      | Score     | Meilleur marqueur  | Meilleur rebondeur   | Meilleur passeur   | Lieux Spectateurs       | Série   |
| ----- | ---------- | ----------- | --------- | ------------------ | -------------------- | ------------------ | ----------------------- | ------- |
| 77    | 2 avril    | @ New York  | V 110-94  | Isaiah Thomas (19) | Jonas Jerebko (9)    | Isaiah Thomas (6)  | Madison Square Garden   | 50 - 27 |
| 78    | 5 avril    | Cleveland   | D 91-114  | Isaiah Thomas (26) | Horford, Bradley (7) | Isaiah Thomas (6)  | TD Garden               | 50 - 28 |
| 79    | 6 avril    | @ Atlanta   | D 116-123 | Isaiah Thomas (35) | Kelly Olynyk (8)     | Marcus Smart (7)   | Philips Arena           | 50 - 29 |
| 80    | 8 avril    | @ Charlotte | V 121-114 | Isaiah Thomas (32) | Kelly Olynyk (11)    | Al Horford (7)     | Time Warner Cable Arena | 51 - 29 |
| 81    | 10 avril   | Brooklyn    | V 114-105 | Isaiah Thomas (27) | 3 joueurs (8)        | Crowder, Smart (6) | TD Garden               | 52 - 29 |
| 82    | 12 avril   | Milwaukee   | V 112-94  | Gerald Green (18)  | Green, Horford (6)   | Thomas, Smart (8)  | TD Garden               | 53 - 29 |

## Playoffs
| Playoffs Total: 9-9 (Domicile : 5-5 ; Extérieur : 4-4) |

| Match | Date match | Équipe    | Score     | Meilleur marqueur    | Meilleur rebondeur | Meilleur passeur  | Lieux Spectateurs | Série |
| ----- | ---------- | --------- | --------- | -------------------- | ------------------ | ----------------- | ----------------- | ----- |
| 1     | 16 avril   | Chicago   | D 102-106 | Isaiah Thomas (33)   | Jae Crowder (8)    | Al Horford (8)    | TD Garden         | 0 - 1 |
| 2     | 18 avril   | Chicago   | D 97-111  | Isaiah Thomas (20)   | Al Horford (11)    | Kelly Olynyk (7)  | TD Garden         | 0 - 2 |
| 3     | 21 avril   | @ Chicago | V 104-87  | Al Horford (18)      | Al Horford (8)     | Isaiah Thomas (9) | United Center     | 1 - 2 |
| 4     | 23 avril   | @ Chicago | V 104-95  | Isaiah Thomas (33)   | Al Horford (12)    | Isaiah Thomas (7) | United Center     | 2 - 2 |
| 5     | 26 avril   | Chicago   | V 108-97  | Thomas, Bradley (24) | Jae Crowder (8)    | Al Horford (9)    | TD Garden         | 3 - 2 |
| 6     | 28 avril   | @ Chicago | V 105-83  | Avery Bradley (23)   | Trois joueurs (6)  | Al Horford (7)    | United Center     | 4 - 2 |

| Match | Date match | Équipe       | Score          | Meilleur marqueur    | Meilleur rebondeur  | Meilleur passeur   | Lieux Spectateurs | Série |
| ----- | ---------- | ------------ | -------------- | -------------------- | ------------------- | ------------------ | ----------------- | ----- |
| 1     | 30 avril   | Washington   | V 123-111      | Isaiah Thomas (33)   | Al Horford (9)      | Al Horford (10)    | TD Garden         | 1 - 0 |
| 2     | 2 mai      | Washington   | V 129-119 (OT) | Isaiah Thomas (53)   | Al Horford (12)     | Marcus Smart (5)   | TD Garden         | 2 - 0 |
| 3     | 4 mai      | @ Washington | D 89-116       | Al Horford (16)      | Jae Crowder (7)     | Isaiah Thomas (4)  | Verizon Center    | 2 - 1 |
| 4     | 7 mai      | @ Washington | D 102-121      | Isaiah Thomas (19)   | Crowder, Rozier (7) | Marcus Smart (6)   | Verizon Center    | 2 - 2 |
| 5     | 10 mai     | Washington   | V 123-101      | Avery Bradley (21)   | Marcus Smart (11)   | Isaiah Thomas (9)  | TD Garden         | 3 - 2 |
| 6     | 12 mai     | @ Washington | D 91-92        | Bradley, Thomas (27) | Kelly Olynyk (8)    | Jae Crowder (8)    | Verizon Center    | 3 - 3 |
| 7     | 15 mai     | Washington   | V 115-105      | Isaiah Thomas (29)   | Horford, Smart (6)  | Isaiah Thomas (12) | TD Garden         | 4 - 3 |

| Match | Date match | Équipe      | Score     | Meilleur marqueur     | Meilleur rebondeur | Meilleur passeur   | Lieux Spectateurs   | Série |
| ----- | ---------- | ----------- | --------- | --------------------- | ------------------ | ------------------ | ------------------- | ----- |
| 1     | 17 mai     | Cleveland   | D 104-117 | Bradley, Crowder (21) | Jaylen Brown (9)   | Isaiah Thomas (10) | TD Garden           | 0 - 1 |
| 2     | 19 mai     | Cleveland   | D 86-130  | Jaylen Brown (19)     | Horford, Smart (5) | Marcus Smart (7)   | TD Garden           | 0 - 2 |
| 3     | 21 mai     | @ Cleveland | V 111-108 | Marcus Smart (27)     | Jae Crowder (11)   | Marcus Smart (7)   | Quicken Loans Arena | 1 - 2 |
| 4     | 23 mai     | @ Cleveland | D 99-112  | Avery Bradley (19)    | Jae Crowder (8)    | Al Horford (7)     | Quicken Loans Arena | 1 - 3 |
| 5     | 25 mai     | Cleveland   | D 102-135 | Avery Bradley (23)    | Jae Crowder (8)    | Terry Rozier (7)   | TD Garden           | 1 - 4 |

## Confrontations
| Conférence Est      | Conférence Est                               | Conférence Est                               | Conférence Est                               | Conférence Est                               | Conférence Ouest                             | Conférence Ouest                             | Conférence Ouest                             |
| Division Atlantique | Division Atlantique                          | Division Atlantique                          | Division Atlantique                          | Division Atlantique                          | Division Nord-Ouest                          | Division Nord-Ouest                          | Division Nord-Ouest                          |
| Équipe              | Domicile                                     | Domicile                                     | Extérieur                                    | Extérieur                                    | Équipe                                       | Domicile                                     | Extérieur                                    |
| ------------------- | -------------------------------------------- | -------------------------------------------- | -------------------------------------------- | -------------------------------------------- | -------------------------------------------- | -------------------------------------------- | -------------------------------------------- |
|                     |                                              |                                              |                                              |                                              | Denver                                       | 107-123                                      | 99-119                                       |
| Brooklyn            | 122-117                                      | 114-105                                      | 111-92                                       | 98-95                                        | Minnesota                                    | 117-104                                      | 99-93                                        |
| New York            | 115-87                                       | 106-117                                      | 119-114                                      | 110-94                                       | Oklahoma City                                | 112-117                                      | 96-99                                        |
| Philadelphie        | 110-106                                      | 116-108                                      | 107-106                                      | 99-105                                       | Portland                                     | 123-127 (OT)                                 | 120-111                                      |
| Toronto             | 94-101                                       | 109-104                                      | 106-114                                      | 97-107                                       | Utah                                         | 115-104                                      | 112-104                                      |
|                     | 6–2                                          | 6–2                                          | 5–3                                          | 5–3                                          |                                              | 2–3                                          | 3–2                                          |
| Division            | 11–5                                         | 11–5                                         | 11–5                                         | 11–5                                         | Division                                     | 5–5                                          | 5–5                                          |
| Division Centrale   | Division Centrale                            | Division Centrale                            | Division Centrale                            | Division Centrale                            | Division Pacifique                           | Division Pacifique                           | Division Pacifique                           |
| Équipe              | Domicile                                     | Domicile                                     | Extérieur                                    | Extérieur                                    | Équipe                                       | Domicile                                     | Extérieur                                    |
| Chicago             | 107-100                                      | 100-80                                       | 99-105                                       | 103-104                                      | Golden State                                 | 88-104                                       | 99-86                                        |
| Cleveland           | 103-99                                       | 91-114                                       | 122-128                                      | 118-124                                      | L.A. Clippers                                | 107-102                                      | 102-116                                      |
| Detroit             | 114-121                                      | 113-109                                      | 94-92                                        | 104-98                                       | L.A. Lakers                                  | 113-107                                      | 115-95                                       |
| Indiana             | 109-100                                      |                                              | 105-99                                       | 109-102                                      | Phoenix                                      | 130-120                                      | 106-109                                      |
| Milwaukee           | 100-103                                      |                                              | 112-108 (OT)                                 |                                              | Sacramento                                   | 97-92                                        | 92-108                                       |
|                     | 5–3                                          | 5–3                                          | 5–4                                          | 5–4                                          |                                              | 4–1                                          | 2–3                                          |
| Division            | 10–7                                         | 10–7                                         | 10–7                                         | 10–7                                         | Division                                     | 6–4                                          | 6–4                                          |
| Division Sud-Est    | Division Sud-Est                             | Division Sud-Est                             | Division Sud-Est                             | Division Sud-Est                             | Division Sud-Ouest                           | Division Sud-Ouest                           | Division Sud-Ouest                           |
| Équipe              | Domicile                                     | Domicile                                     | Extérieur                                    | Extérieur                                    | Équipe                                       | Domicile                                     | Extérieur                                    |
| Atlanta             | 98-114                                       |                                              | 103-101                                      | 116-123                                      | Dallas                                       | 90-83                                        | 111-98                                       |
| Charlotte           | 96-88                                        | 108-98                                       | 104-98                                       | 121-114                                      | Houston                                      | 120-109                                      | 106-107                                      |
| Miami               | 117-114                                      | 112-108                                      | 112-104                                      | 105-95                                       | Memphis                                      | 113-103                                      | 112-109 (OT)                                 |
| Orlando             | 128-98                                       | 117-116                                      | 117-87                                       |                                              | La Nouvelle-Orléans                          | 117-108                                      | 105-106                                      |
| Washington          | 117-108                                      | 110-102                                      | 93-119                                       | 108-123                                      | San Antonio                                  | 103-109                                      | 101-108                                      |
|                     | 8–1                                          | 8–1                                          | 6–3                                          | 6–3                                          |                                              | 4–1                                          | 2–3                                          |
| Division            | 14–4                                         | 14–4                                         | 14–4                                         | 14–4                                         | Division                                     | 6-4                                          | 6-4                                          |
| Conférence          | 35–16 (Domicile : 19–6 ; Extérieur : 16–10)  | 35–16 (Domicile : 19–6 ; Extérieur : 16–10)  | 35–16 (Domicile : 19–6 ; Extérieur : 16–10)  | 35–16 (Domicile : 19–6 ; Extérieur : 16–10)  | Conférence                                   | 17–13 (Domicile : 10–5 ; Extérieur : 7–8)    | 17–13 (Domicile : 10–5 ; Extérieur : 7–8)    |
| Total               | 52–29 (Domicile : 29–11 ; Extérieur : 23–18) | 52–29 (Domicile : 29–11 ; Extérieur : 23–18) | 52–29 (Domicile : 29–11 ; Extérieur : 23–18) | 52–29 (Domicile : 29–11 ; Extérieur : 23–18) | 52–29 (Domicile : 29–11 ; Extérieur : 23–18) | 52–29 (Domicile : 29–11 ; Extérieur : 23–18) | 52–29 (Domicile : 29–11 ; Extérieur : 23–18) |

## Effectif

### Joueurs
| Celtics de Boston Effectif actuel | Celtics de Boston Effectif actuel | Celtics de Boston Effectif actuel    | Celtics de Boston Effectif actuel | Celtics de Boston Effectif actuel |
| --------------------------------- | --------------------------------- | ------------------------------------ | --------------------------------- | --------------------------------- |
| Entraîneur : Brad Stevens         |                                   |                                      |                                   |                                   |
| Meneur                            | 0                                 | Drapeau des États-Unis               | Avery Bradley                     | Texas                             |
| Ailier                            | 7                                 | Drapeau des États-Unis               | Jaylen Brown                      | Californie                        |
| Arrière, Ailier                   | 30                                | Drapeau des États-Unis               | Gerald Green                      | Gulf Shores Academy HS (TX)       |
| Pivot, Ailier fort                | 42                                | Drapeau de la République dominicaine | Al Horford (C)                    | Florida                           |
| Meneur                            | 9                                 | Drapeau des États-Unis               | Demetrius Jackson                 | Notre Dame                        |
| Ailier fort                       | 8                                 | Drapeau de la Suède                  | Jonas Jerebko                     | Suède                             |
| Ailier fort                       | 90                                | Drapeau des États-Unis               | Amir Johnson                      | Westchester HS                    |
| Ailier                            | 55                                | Drapeau des États-Unis               | Jordan Mickey                     | Louisiane                         |
| Ailier fort                       | 41                                | Drapeau du Canada                    | Kelly Olynyk                      | Gonzaga                           |
| Meneur, Arrière                   | 12                                | Drapeau des États-Unis               | Terry Rozier                      | Louisville                        |
| Meneur                            | 36                                | Drapeau des États-Unis               | Marcus Smart                      | Oklahoma State                    |
| Meneur                            | 4                                 | Drapeau des États-Unis               | Isaiah Thomas (C)                 | Washington                        |
| Arrière, Ailier                   | 13                                | Drapeau des États-Unis               | James Young                       | Kentucky                          |
| Pivot, Ailier fort                | 44                                | Drapeau des États-Unis               | Tyler Zeller                      | Caroline du Nord                  |
| (C) - Capitaine, - Blessé         |                                   |                                      |                                   |                                   |

### Masse salariale
| Joueur            | Poste          | Âge            | Exp            | Contrat                 | Salaire 2015-2016 | Fin du contrat |
| ----------------- | -------------- | -------------- | -------------- | ----------------------- | ----------------- | -------------- |
| Joueurs actuels   |                |                |                |                         |                   |                |
| Avery Bradley     | SG             | 25             | 6              | 32 000 000 $ sur 4 ans  | 8 269 663 $       | 2018           |
| Jaylen Brown      | SF             | 20             | 0              | 9 699 480 $ sur 2 ans   | 4 743 000 $       | 2020           |
| Jae Crowder       | SF             | 26             | 4              | 35 000 000 $ sur 5 ans  | 6 286 408 $       | 2020           |
| Gerald Green      | SG             | 30             | 9              | 1 410 598 $ sur 1 an    | 874,636 $*        | 2017           |
| Al Horford        | C              | 30             | 9              | 113 326 228 $ sur 4 ans | 26 540 100 $      | 2020           |
| Demetrius Jackson | PG             | 22             | 0              | 5 473 750 $ sur 4 ans   | 1 450 000 $       | 2020           |
| Jonas Jerebko     | PF             | 29             | 6              | 10 000 000 $ sur 2 ans  | 5 000 000 $       | 2017           |
| Amir Johnson      | PF             | 29             | 11             | 24 000 000 $ sur 2 ans  | 12 000 000 $      | 2017           |
| Jordan Mickey     | PF             | 22             | 1              | 3 670 959 $ sur 3 ans   | 1 223 653 $       | 2019           |
| Kelly Olynyk      | C              | 25             | 3              | 9 321 294 $ sur 4 ans   | 3 094 014 $       | 2017           |
| Terry Rozier      | PG             | 22             | 1              | 3 730 800 $ sur 2 ans   | 1 906 440 $       | 2019           |
| Marcus Smart      | PG             | 22             | 2              | 10 293 240 $ sur 3 ans  | 3 578 880 $       | 2018           |
| Isaiah Thomas     | PG             | 27             | 5              | 27 000 002 $ sur 4 ans  | 6 587 132 $       | 2018           |
| James Young       | SG             | 21             | 2              | 5 249 520 $ sur 3 ans   | 1 825 200 $       | 2018           |
| Tyler Zeller      | C              | 26             | 4              | 16 000 000 $ sur 2 ans  | 8 000 000 $       | 2018           |
| Total salaire     | Total salaire  | Total salaire  | Total salaire  | Total salaire           | 91 484 921 $      | -              |
| Joueurs coupés    | Joueurs coupés | Joueurs coupés | Joueurs coupés | Joueurs coupés          | 1 550 240 $       | -              |
| 2016 Cap Hold     | 2016 Cap Hold  | 2016 Cap Hold  | 2016 Cap Hold  | 2016 Cap Hold           | 2 725 400 $       | -              |
|                   |                |                |                |                         |                   |                |
| Total             | Total          | Total          | Total          | Total                   | 95 760 561 $      | Différence     |
| Salary Cap        | Salary Cap     | Salary Cap     | Salary Cap     | Salary Cap              | 94 143 000 $      | - 1 617 561 $  |
| Luxury Tax        | Luxury Tax     | Luxury Tax     | Luxury Tax     | Luxury Tax              | 113 287 000 $     | 17 526 439 $   |

- 2017 = Joueurs agent libre en fin de saison.
- 2017 = Joueurs agent libre restreint en fin de saison.
- *Contrat non garanti.

### Agents libres et transferts
Au lendemain de la draft 2016, les Celtics échangent les droits de Deyonta Davis (31e choix) et Rade Zagorac (35e choix) aux Grizzlies de Memphis en échange d'un futur premier tour de draft 2019.
| Juin         | Juin                                                          | Juin | Juin                   |
| ------------ | ------------------------------------------------------------- | --- | ---------------------- |
| 24 juin 2016 | Échange à deux équipes                                        | Échange à deux équipes | Échange à deux équipes |
| 24 juin 2016 | Vers Celtics de Boston - Premier tour de draft 2019 (protégé) | Vers Grizzlies de Memphis - Droits sur le 31e choix de la Draft 2016 : Deyonta Davis - Droits sur le 35e choix de la Draft 2016 : Rade Zagorac |                        |

En fin de contrat, Jared Sullinger et Evan Turner sont tous deux agents libre et quittent les Celtics au début de la saison, Sullinger pour les Raptors de Toronto, Turner pour les Trail Blazers de Portland. Du côté des arrivées, les Celtics réussissent à recruter Al Horford qui s'engage sur le long terme en paraphant un contrat de 4 saisons pour 113 000 000 $ sur 4 ans. L'ancien pivot des Hawks d'Atlanta, adversaire de Boston dans la conférence Est, apporte de la taille à l'intérieur de la raquette des Celtics. 